# Gorgoglione
Gorgoglione (Grëvëgliònë in dialetto lucano) è un comune italiano di 840 abitanti della provincia di Matera in Basilicata.

## Geografia fisica

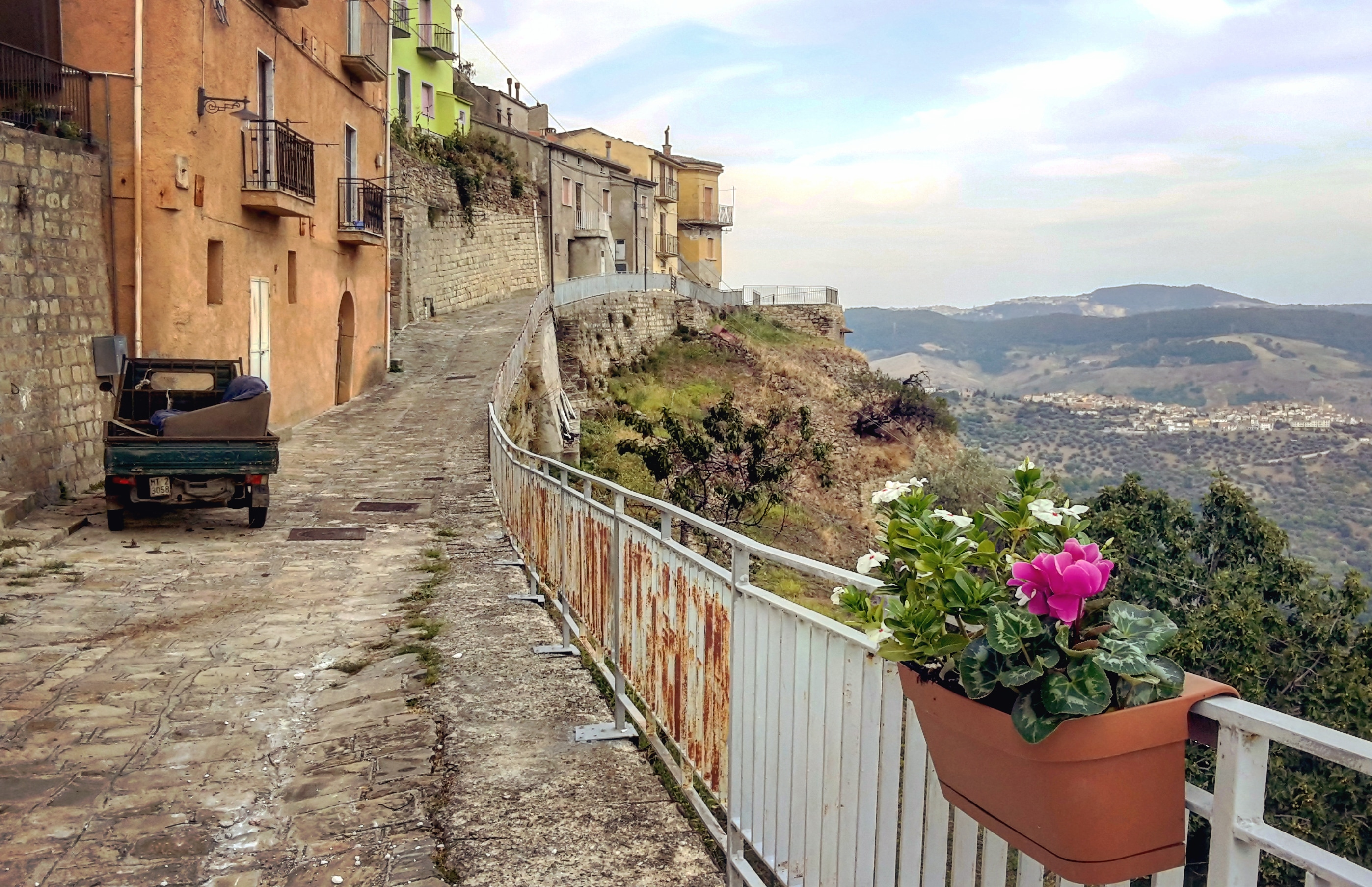
Gorgoglione

Gorgoglione si adagia a circa 800 m s.l.m. e si affaccia sulla valle del fiume Agri, nella parte centro-occidentale della provincia di Matera. Il suo territorio, dal profilo irregolare, è segnato da elementi caratterizzanti della orografia dei luoghi e coperto di boschi di cerro tra cui il Bosco Le Manche. Il territorio è ricco di rocce di arenaria chiamata pietra di Gorgoglione. Fa parte della comunità montana Collina Materana.
Confina a nord-est con il comune di Cirigliano (6 km), ad est con Stigliano (20 km) ed a sud con Aliano (16 km), ad ovest confina con i comuni di Corleto Perticara (PZ) (16 km), Guardia Perticara (PZ) (11 km), Missanello (PZ) (28 km) e Pietrapertosa (25 km) (PZ).

## Storia
L'abitato ha origini antiche, come testimoniato dal ritrovamento di alcune tombe in località Santa Maria degli Angeli risalenti al IV secolo a.C. e contenenti vasi apuli a figure rosse, ora custoditi nel museo nazionale Domenico Ridola di Matera. Le prime notizie dell'attuale centro abitato risalgono ad una bolla papale del 1060, in cui si menzionavano le parrocchie appartenenti alla diocesi di Tricarico. Compreso nella contea di Montescaglioso, appartenne in seguito ai Della Marra, che fecero edificare un poderoso castello del quale oggi restano solo alcuni ruderi, ai Carafa ed agli Spinelli.
1861 - Brigantaggio. Il 12 novembre 1861, dopo aver occupato Cirigliano, Carmine Crocco e José Borjes mossero verso il paese di Gorgoglione dove entrarono senza incontrare resistenze.

### Simboli
Lo stemma rappresenta due leoni a guardia di un castello munito di torre, su un prato verde dove si erge un cipresso. Il gonfalone è un drappo di colore azzurro, ornato di ricami in oro, caricato dello stemma comunale.

## Monumenti e luoghi d'interesse

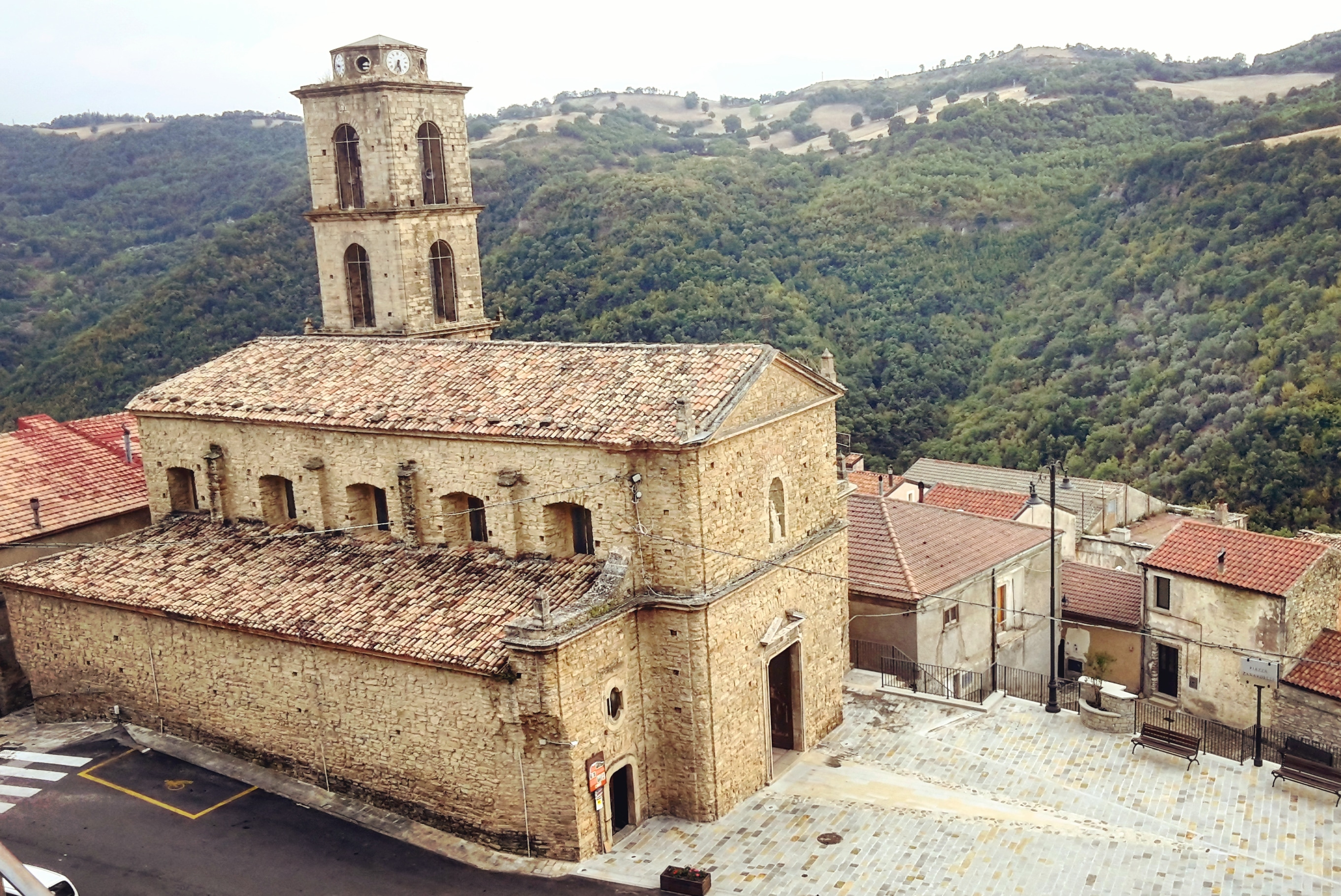
Gorgoglione, chiesa di Santa Maria Assunta

Chiesa Madre di Santa Maria Assunta
Costruita originariamente in stile romanico e successivamente trasformata in stile barocco, è a tre navate. Conserva al suo interno una pregevole fonte battesimale, una statua di San Rocco del XV secolo ed una settecentesca della Madonna del Rosario, ed infine una croce lignea del 1600 di arte orafa napoletana.
Santuario della Madonna del Pergamo
Chiesa campestre situata in posizione panoramica a pochi chilometri dal paese. La sua esistenza è attestata già nel 1131.
Grotta dei briganti.
Situata a sud dell'abitato, ad un'altitudine di 760 m s.l.m., sul versante sinistro di un affluente della fiumara di Gorgoglione. Si trova ai piedi di una parete rocciosa alta 40 metri, sulla cui sommità si trova l'abitato. La sua altezza massima è di 2 metri e presenta tracce di stillicidio e concrezionamento, costituito da piccole stalattiti di qualche centimetro. Nel periodo del brigantaggio fu utilizzata come dimora dai briganti, da cui ha preso il nome.

## Società

### Evoluzione demografica
Abitanti censiti

## Cultura

### Eventi
Dall'11 al 13 giugno hanno luogo due feste, quella della Madonna del Pergamo e quella di Sant'Antonio da Padova.
La sera dell'11 giugno la statua della Madonna viene trasportata in processione su un carro addobbato con fiori dal paese al Santuario campestre, dove resterà fino a settembre. La processione è accompagnata dalle cente votive, intelaiature in legno con ceri e ghirlande. Il 12 giugno nello spazio antistante il Santuario avviene la festa del Maggio, rito arboreo tipico dei comuni dell'interno della Basilicata: un tronco di cerro ed una cima di agrifoglio vengono uniti ed innalzati tra i festeggiamenti.
Il 13 giugno infine ha luogo la festa patronale di Sant'Antonio. La statua del santo viene portata per le vie del paese in processione, alla quale partecipano anche gli animali come buoi, asini, muli ed animali domestici. La processione di conclude sul sagrato della chiesa con la benedizione degli animali e la distribuzione del pane benedetto.

## Amministrazione
| Periodo        | Periodo        | Primo cittadino    | Partito                     | Carica  | Note  |
| -------------- | -------------- | ------------------ | --------------------------- | ------- | ----- |
| 6 giugno 1993  | 27 aprile 1997 | Vincenzo Di Pierro | Democrazia Cristiana        | Sindaco | [ 8 ] |
| 27 aprile 1997 | 13 maggio 2001 | Vincenzo Di Pierro | Lista civica                | Sindaco | [ 8 ] |
| 13 maggio 2001 | 28 maggio 2006 | Ignazio Tornetta   | UDEUR                       | Sindaco | [ 8 ] |
| 28 maggio 2006 | 7 giugno 2009  | Ignazio Tornetta   | UDEUR                       | Sindaco | [ 8 ] |
| 7 giugno 2009  | 26 maggio 2014 | Giuseppe Filippo   | Lista civica                | Sindaco | [ 8 ] |
| 26 maggio 2014 | 27 maggio 2019 | Giuseppe Filippo   | Lista civica                | Sindaco | [ 8 ] |
| 27 maggio 2019 | 9 giugno 2024  | Carmine Nigro      | Costruiamo il nostro futuro | Sindaco | [ 8 ] |
| 9 giugno 2024  | in carica      | Carmine Nigro      | Costruiamo il nostro futuro | Sindaco | [ 8 ] |